# Rania
Rania là một thành phố và là nơi đặt ủy ban đô thị (municipal committee) của quận Sirsa thuộc bang Haryana, Ấn Độ.

## Địa lý
Rania có vị trí 29°32′B 74°50′Đ / 29,53°B 74,83°Đ Nó có độ cao trung bình là 190 mét (623 feet).

## Nhân khẩu
Theo điều tra dân số năm 2001 của Ấn Độ, Rania có dân số 20.958 người. Phái nam chiếm 53% tổng số dân và phái nữ chiếm 47%. Rania có tỷ lệ 54% biết đọc biết viết, thấp hơn tỷ lệ trung bình toàn quốc là 59,5%: tỷ lệ cho phái nam là 59%, và tỷ lệ cho phái nữ là 47%. Tại Rania, 15% dân số nhỏ hơn 6 tuổi.